# 于克尔贝格
于克尔贝格是德国图林根州的一个市镇。总面积7.96平方公里，总人口314人，其中男性162人，女性152人（2011年12月31日），人口密度39人/平方公里。